# 無無眠
《無無眠》是2015年由蔡明亮執導的短片，於日本東京取景。蔡明亮憑此片獲得台北電影獎最佳導演獎，並入圍第52屆金馬獎最佳創作短片。

## 演員
- 李康生 - 和尚
- 安藤政信 - 澡堂的男人

## 獎項
| 主辦單位         | 獎項         | 受獎者     | 階段／結果 |
| ---------------- | ------------ | ---------- | ---------- |
| 2015年台北電影節 | 百萬首獎     | 《無無眠》 | 提名       |
| 2015年台北電影節 | 最佳短片     | 《無無眠》 | 提名       |
| 2015年台北電影節 | 最佳導演     | 蔡明亮     | 獲獎       |
| 第52屆金馬獎     | 最佳創作短片 | 《無無眠》 | 提名       |

## 外部連結
- 互联网电影数据库（IMDb）上《無無眠》的资料（英文）